# Gacki (Silésie)
Pour les articles homonymes, voir Gacki.
Gacki est une localité polonaise de la gmina de Rudnik, située dans le powiat de Racibórz en voïvodie de Silésie.